# Oblast Lviv
De oblast Lviv (Oekraïens: Львівська область, L’vivs’ka oblast’) is een in het westen van Oekraïne gelegen, aan Polen grenzende oblast. De hoofdstad ervan is de stad Lviv (Pools: Lwów, Duits: Lemberg).
In haar huidige vorm kwam deze oblast tot stand op 4 december 1939 als gevolg van het Molotov-Ribbentroppact, dat de onvrijwillige opname van het gebied in de Sovjet-Unie inluidde. Hoewel het gebied van 1941 tot 1944 onder Duitse bezetting stond, werd het na de Tweede Wereldoorlog opnieuw deel van de Oekraïense Socialistische Sovjetrepubliek. Van 1918 tot 1939 was het als de wojewodschap Lwów deel van de Republiek Polen. Met uitzondering van de jaren 1772-1918, waarin het deel uitmaakte van het Oostenrijks-Hongaarse kroonland Galicië en Lodomerië en daarna kortstondig van de West-Oekraïense Volksrepubliek, is het na 1400 (tot de eerste Poolse deling in 1772) onderdeel geweest van het Pools-Litouwse Gemenebest. Voor 1400 was de regio deel van het Kievse Rijk onder de naam Rood-Roethenië (Tsjervena Roes).
Evenals in de aangrenzende West-Oekraïense oblasten is de Russische invloed er relatief zwak gebleven. Ruim 90% van de bevolking bestaat uit Oekraïners, terwijl Russen, Polen en Joden er slechts kleine minderheden vormen. De stad Lviv geldt als het centrum van Oekraïense nationale bewustzijn.
De grootste steden van de oblast zijn Lviv (717.486 inwoners), Drohobytsj (74.610 inwoners) en Stryj (59.608 inwoners).